# Plan B (skateboard)
Plan B Skateboards est une compagnie de skateboard basée à Vista dans l'état de Californie (États-Unis).

## Histoire
En 1991, le skateboard entrait dans une nouvelle ère. Les meilleurs nouveaux pro-skateurs désiraient lancer quelque chose qui serait différent de la majorité des compagnies de skate et qui reflèterait leurs attitudes et visions personnelles ; ils décidèrent de lancer Plan B.
Le projet était mené par Mike Ternasky et incluait des rideurs comme Danny Way, Matt Hensley, Mike Carroll, Sean Sheffey et Rick Howard. Ternasky était lourdement impliqué dans l'industrie du skateboard, était un ami proche de Danny Way et était précisément la personne nécessaire à cette nouvelle compagnie. Ajoutant Colin McKay, Pat Duffy, Sal Barbier, Ronnie Bertino et Jeremy Wray dans son équipe tout au long du début des années '90, Plan B était la compagnie à laquelle on comparait toutes les autres.
Dès 1992, Rodney "Duc" Mullen intégrait le team donnant une tout autre direction à sa carrière. Rodney Mullen faisait encore du freestyle (discipline du skateboard où le skateur exécute des figures au sol, souvent à l'arrêt) à l’époque, mais Mike Ternasky a réussi à le faire adapter ses figures en « street » (dans la rue), là où Steve Rocco (ancien freestyler et fondateur de Dwindle Distribution) avait échoué : Rodney Mullen, encouragé par Mike Ternasky, devint alors le skateur le plus créatif de cette décennie. Pour certains, cette époque est synonyme de phase obscure du skateboard ; c’est la période « big pants – small wheels » où la technicité des figures prime sur le style. Mais Mike Ternasky et Rodney Mullen restent et demeurent les créateurs du skate d’aujourd’hui.
En 1994, une tragédie vint chambouler la vie de la compagnie : Mike Ternasky fut tué dans un accident de voiture. Plan B fut laissé aux mains de Danny Way et Colin McKay. Surmontant la mort de leur ami, Way et McKay tentèrent de rester concentrés sur leurs carrières de skateboarders, tout en continuant à faire tourner la marque. Cela se révéla trop dur, et ils décidèrent de suspendre la compagnie.
En 2005, Plan B, en association avec Syndrome Distribution, fut relancé, avec une nouvelle équipe de skateurs d'élite (Paul Rodriguez Jr., Danny Way, Colin McKay, Ryan Gallant, PJ Ladd, etc.). Puis s'ajoutèrent à l'équipe Pat Duffy, Darell Stanton, Brian Wenning et Ronson Lambert, le premier amateur de l'équipe. Stanton quitta la team Plan B un peu plus tard, en août 2006, pour rejoindre Element Skateboards. Ryan Sheckler et Jereme Rogers font maintenant partis officiellement de l'équipe Plan B Skateboard. On ne compte plus Ronson Lambert dans les rangs de Plan B, cependant Torey Pudwill jeune skateur avec un bel avenir intégra la team ; les nouveaux amateurs de la team sont les canadiens Scott Decenzo et Thomas Bibeau.
Plan B a sorti récemment une nouvelle promo, Superfuture, annonçant l'arrivée de "Unquestionnable", sortie 2010.

## Sponsoring
Les plus notables sont Danny Way, PJ Ladd, Pat Duffy, Colin McKay, Ryan Sheckler, Torey Pudwill (Michael Sommer),Thomas Bibeau,Aurelien giraud

## Vidéos
- The Questionable Video (1992)
- Virtual Reality (1993)
- Second Hand smoke (1994)
- The Revolution (1998)
- Live After Death (2006)
- Superfuture Promo (2008)
- Vamdalism Promo (2010)
- Me, Myself & I - The Paul Rodriguez video (2010)
- True (2014)